# Museo de Historia de Nules
La Capilla de la Purísima Sangre, conocida también como  Iglesia de la Sangre, y donde se ubica actualmente el Museo de Historia, es un edificio exreligioso que se encuentra en la calle La Sangre s/n, de Nules, en la comarca española de la Plana Baja (Comunidad Valenciana),  que está catalogado como Bien de Relevancia Local según la Disposición Adicional Quinta de la Ley 5/2007, de 9 de febrero, de la Generalitat, de modificación de la Ley 4/1998, de 11 de junio, del Patrimonio Cultural Valenciano (DOCV Núm. 5.449 / 13/02/2007), con código 12.06.082-008.

## Descripción histórico artística
La iglesia se construyó en el siglo XVI, aunque el edificio en sí ha sido destinado a muy diversos usos a lo largo de su historia. Así, durante  la ocupación francesa la iglesia fue utilizada como cuadra y dormitorio de soldados. Más tarde, a finales del siglo XIX fue utilizada como escuela y como garaje en 1932. Se construyó siguiendo la tipología de “iglesia de reconquista” (con nave única), lo cual queda patente en las dimensiones (reducidas), así como en el tipo de elementos arquitectónicos utilizados. Puede por ello considerarse como un ejemplo único de este tipo de edificaciones en la Plana Baja. Además es un bello ejemplo de estilo gótico.
En 1597 se tiene documentación que certifica su construcción como iglesia y como sede de la Cofradía de “la Sang”, conocida popularmente hoy en día como “del Nazareno”. También sirvió de lugar de reunión para el Consejo de la Vila.
Durante la Guerra Civil Nules fue protagonista de confrontaciones entre los dos bandos beligerantes, cosa que afectó muy negativamente al patrimonio histórico artístico del municipio, y de una manera especial el religioso, se produjo el saqueo de todas las iglesias de Nules y se destruyeron retablos e imágenes. Es en uno de estos saqueos y destrucciones de imágenes cuando se quemó la imagen de la Sangre que se hallaba en la parte superior del retablo Mayor de la Capilla de la Sangre, que era la única parte de la antigua iglesia de la Sangre que seguía conservando uso religioso y que estaba separada de la misma por un tabique que se construyó en la época de la invasión francesa.

## Museo de Historia de Nules
El Museo de Historia de Nules se creó en 1988, y se ubicó en las instalaciones de la antigua Iglesia de la Sangre, que había sido restaurada en 1985, siendo un museo de titularidad pública, gestionado por el Ayuntamiento de Nules.
El contenido del museo es muy variado, y abarca desde restos arqueológicos (como el ara romana de Santa Bárbara, la colección numismática y los fragmentos de cerámica encontrados en las murallas de Nules y Mascarell) y obras de arte (de los que destacan: la talla en piedra policromada de Santa María, de finales del siglo XIV;  una talla de San Jaime del siglo XV; un retablo cerámico de Santa Teresa, del siglo XVIII, y un lienzo que representa el portal de Castelló de las murallas de Nules, datado de 1870) hasta objetos típicos de un museo etnológico (tales como herramientas y aperos de labranza).
El museo se puede visitar libremente diversos días laborables, y también existen visitas guiadas, así como visitas en fines de semana, estas dos últimas con reserva.